# Tylman van Gameren
Tylman van Gameren, hay còn gọi là Tylman Gamerski, (Utrecht, 3 tháng 7 năm 1632 – k. 1706, Warszawa) là một kiến trúc sư và kỹ sư Ba Lan gốc Hà Lan sinh sống ở Ba Lan và làm việc cho Marie Casimire, vợ của vua Jan III Sobieski khi anh 28 tuổi. Tylman để lại các di sản kiến trúc mà được đánh giá là "bảo ngọc của kiến trúc Baroque ở Ba Lan".

## Tiểu sử và sự nghiệp
Tylman được sinh ra ở Utrecht, Hà Lan và được huấn luyện bởi Jacob van Campen sau khi xây Cung điện Hoàng gia Amsterdam. Như nhiều nghệ sĩ khác vào đỉnh điểm của thời kỳ hoàng kim Hà Lan, Tylman đến Ý vào năm 1650. Trong khi ở Venice, anh được biết đến là một nghệ sĩ tài năng trong các cảnh chiến tranh.  Vào năm 1660, Tylman gặp Hoàng tử Ba Lan Jerzy Sebastian Lubomirski ở Leiden và đồng ý thư mời của ông đến Ba Lan với tư cách là kiến trúc sư và kỹ sư quân sự của ông.

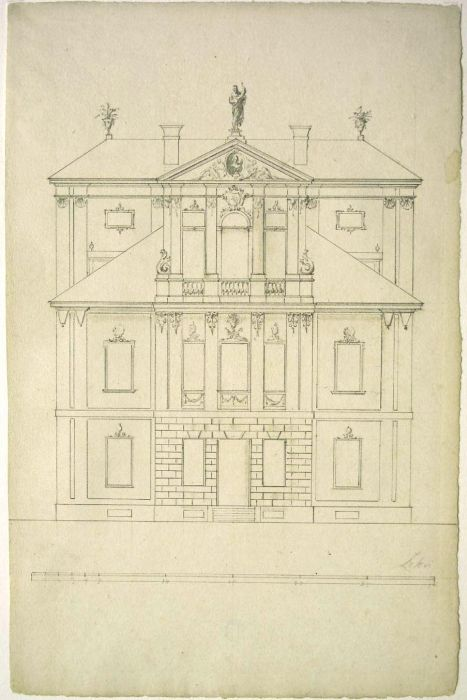
Thiết kế của Van Gameren cho cung điện Kotowski ở Warszava, c. 1682

Với biệt danh Tylman Gamerski, anh trở thành một người nổi tiếng ở Warsaw. Trong khoảng 10 năm đầu ở đó, anh là một quan chức pháo binh thiết kế các công sự. Từ năm 1670 trở đi, anh được biết đến vì là kiến trúc sư của nhiều tòa nhà như Cung điện Czartoryski, khu vườn, tu viện và các nhà thờ trong và quanh Warszawa. Bản thiết kết của anh được biết đến là các bảo ngọc của kiến trúc Baroque Ba Lan và có ảnh hưởng từ Italia và Hà Lan. Vào năm 1676, anh được giải Golden Spur. Giải đó cho phép anh trở thành một thành viên của Xã hội Liên bang và cưới Anna Komorowska.
Đa số các bản vẽ của ông được lưu giữ và có chất lượng nghệ thuật đặc biệt, tuy nhiên 200 trong số đó bị mất trong Chiến tranh thế giới thứ hai. Một bộ sưu tầm các tác phẩm của Tylman van Gameren tại thư viện Đại học Warszawa bao gồm hơn 800 bản thiết kế thuộc về giáo hội, văn bia, bia mộ, cung điện, biệt thự, trang viên, tòa nhà công cộng và công sự.
Tylman Gamerski qua đời ở Warszawa vào năm 1706 và được chôn ở Đường Krakowskie Przedmieście (nhà thờ mà ông được chôn bị phá để xây Cung điện Staszic).

## Tác phẩm
Cung điện Hoàng gia
- Cung điện Ostrogski ở Warszawa sau năm 1681
- Cung điện Krasiński ở Warszawa sau năm 1677
- Cung điện Bieliński ở Otwock Wielki, xây dựng từ 1682 đến 1689
- Cung điện Branicki ở Białystok, xây từ 1691 đến 1697
- Cung điện Radziejowski ở Nieborów, xây năm 1694

Nhà thờ và các dự án khác
- Nhà thờ Thánh Kazimierz ở Warszawa, xây từ 1688 đến 1692
- Nhà thờ Thánh Anna ở Kraków, xây lại từ 1689 đến 1703
- Nhà nguyện Sobieski ở Gdańsk, xây từ 1678 đến 1681

## Văn học
- Stanisław Mossakowski, Tilman van Gameren: Leben und Werk, Deutscher Kunstverlag, München 1994, XIII, 366 S., ISBN 3-422-06097-9
- Ottenheym, K. A., & Goossens, E. J. H. P.  (2002). "De Nederlandse jaren van Tilman van Gameren. Bronnen van inspiratie en scholing". In: E. J. Goossens & K. A. Ottenheym (eds.), Tilman van Gameren. Een Nederlandse architect aan het hof in Polen (pp. 24–39). Amsterdam: Stichting Koninklijk Paleis Amsterdam.